# Posht Sarā
Posht Sarā (persiska: پشت سرا, Posht Serā) är en ort i Iran.   Den ligger i provinsen Gilan, i den nordvästra delen av landet, 240 km nordväst om huvudstaden Teheran. Posht Sarā ligger 53 meter över havet och antalet invånare är 411.
Terrängen runt Posht Sarā är platt åt nordost, men åt sydväst är den kuperad.Runt Posht Sarā är det ganska tätbefolkat, med 111 invånare per kvadratkilometer. Närmaste större samhälle är Fūman, 11,9 km nordväst om Posht Sarā. I omgivningarna runt Posht Sarā växer i huvudsak blandskog.